# گرگ فاسالا
گرگ فاسالا (انگلیسی: Greg Fasala؛ زادهٔ ۱۰ مهٔ ۱۹۶۵) شناگر اهل استرالیا بود.
وی در مسابقات کشوری و بین‌المللی در مجموع برندهٔ ۲ مدال طلا، ۳ مدال نقره، ۱ مدال برنز شده‌است.